# Trsice
Trsice jsou malá vesnice, část obce Petrovice u Sušice v okrese Klatovy v Plzeňském kraji. Nachází se asi jeden kilometr východně od Petrovic u Sušice. Je zde evidováno 17 adres. V roce 2011 zde trvale žilo devatenáct obyvatel.
Trsice jsou také název katastrálního území o rozloze 1,18 km².

## Historie
První písemná zmínka o vesnici pochází z roku 1395.

## Obyvatelstvo
| Rok            | 1869 | 1880 | 1890 | 1900 | 1910 | 1921 | 1930 | 1950 | 1961 | 1970 | 1980 | 1991 | 2001 | 2011 | 2021 |
| -------------- | ---- | ---- | ---- | ---- | ---- | ---- | ---- | ---- | ---- | ---- | ---- | ---- | ---- | ---- | ---- |
| Počet obyvatel | 61   | 59   | 51   | 43   | 46   | 62   | 45   | 24   | 24   | 22   | 22   | 22   | 22   | 19   | 19   |
| Počet domů     | 9    | 8    | 8    | 8    | 8    | 8    | 8    | 7    | 7    | 7    | 7    | 8    | 8    | 8    | 9    |

## Pamětihodnosti
- Trsická lípa, památný strom uprostřed vesnice